# Freies Fernsehen Gesellschaft
Die Freies Fernsehen Gesellschaft (FFG, eigentlich Freies Fernsehen GmbH) war das erste überregional geplante privatrechtliche Fernsehunternehmen in der Bundesrepublik Deutschland. Es sollte am 1. Januar 1961 den Sendebetrieb aufnehmen, was aber aus rechtlichen Gründen untersagt wurde; die FFG wurde daraufhin liquidiert. Aufgrund der Problematik zur Staatsnähe wurden das Unternehmen wie auch die unmittelbaren Nachfolger häufig als „Adenauer-Fernsehen“ bezeichnet.

## Vorgeschichte

### Adenauer und die Presse
Konrad Adenauer hatte schon als Oberbürgermeister von Köln die Bedeutung des Rundfunks erkannt, woraufhin er ihn als Bundeskanzler besonders beobachtete. Dabei störte ihn besonders, dass die britische Labour-Regierung viele Sozialdemokraten in die Führung der Nachrichtenagentur DPD – einem der Vorläufer der DPA – und des NWDR eingesetzt hatte. Der Generaldirektor des NWDR Adolf Grimme, saß im Vorstand der SPD; sein persönlicher Referent, der Programmdirektor und der Leiter der politischen Abteilung standen der SPD nahe oder waren Mitglied, während sich die CDU nur mit zwei leitenden Mitarbeitern in der Musikabteilung beteiligt sah. Das Programm war allerdings nicht politisch ausgerichtet und mit Emil Dovifat und Otto Heinrich von der Gablentz saßen zwei CDU-Mitglieder der ersten Stunde im NWDR-Verwaltungsrat.
Konrad Adenauer, ältester Sohn des gleichnamigen Bundeskanzlers, erzählt hierzu in den Rhöndorfer Gesprächen die Anekdote, dass sein Vater zum 80. Geburtstag am 5. Januar 1956 erwartete, von der Industrie eine Zeitung geschenkt zu bekommen, die ihm persönlich und der CDU zur Verfügung stehen sollte.
Mit Beginn des ARD-Gemeinschafts-Fernsehprogramms im November 1954 ließ Adenauer kontinuierlich einzelne Sendungen, darunter auch Unterhaltung wie Was bin ich? auf politische Tendenzen untersuchen.
Adenauer glaubte, der beeindruckende CDU-Sieg bei der Bundestagswahl 1957 sei gegen die und nicht mit der Presse gewonnen worden, allerdings habe sich die CDU-nahe Presse als größer als ursprünglich angenommen erwiesen. Mit der großen Mehrheit der Stimmen im Bundestag hielt es Adenauer für möglich, ein zweites, dem Bund unterstelltes Programm zu beschließen.

### Rechtslage
Der Parlamentarische Rat hatte den Ländern die Kulturhoheit zugesprochen. Adenauer sagte hierzu, er habe sich damals dafür eingesetzt, weil ein CDU-Sieg auf Bundesebene nicht als sicher galt, in einigen Ländern aber schon. So konnte man die Schulen zumindest in den CDU-regierten Ländern nach den eigenen Vorstellungen gestalten. Die Kulturhoheit auch auf den Rundfunk zu beziehen, sei aber nicht die Intention dieser Gesetzgebung gewesen. So versuchte man es mit folgender Argumentation: Für die Rundfunksender sei die Deutsche Bundespost und somit der Bund zuständig, infolgedessen könne er auch über die Fernsehanstalten befinden. Ein Rechtsstreit vor dem Bundesverfassungsgericht sei dabei in Kauf zu nehmen.

### Frühe Überlegungen für einen privaten Rundfunk
- Schon 1952 gab es Überlegungen der Wirtschaft, ein privates Radioprogramm einzurichten, um Werbung zu verbreiten – damals noch auf Mittel- und Langwelle. Der Bundesregierung wollte man dabei Sendezeit für Informationsprogramme zur Verfügung stellen.
- Einige Zeitungsverlage dachten sogar schon 1949 an einen TV-Sender im süddeutschen Raum, aufgrund der hohen Kosten beließen sie es aber bei den Gedanken dazu.
- 1953 sollte die Funkwirtschaftliche Interessenvereinigung den Grundstein für eine eigene Anstalt legen, sie wurde aber dann doch nicht gegründet.
- 1955 kam eine gemeinsame Studienkommission der Presse mit dem BDI nicht zustande.

## Anfänge

### Werbetreibende und Zeitungsverlage
1956 schlossen sich in der Studienkommission für Funk- und Fernsehwerbung e. V. Verleger, Werbetreibende und die Industrie zusammen. Die Industrie erschien dabei in Gestalt des BDI und dem Markenverband e. V., der Spitzenorganisation von ca. 400 Herstellern bekannter Markenware. Man erhoffte sich im beginnenden Wirtschaftswunder mehr Umsatz durch Werbung und verfolgte sonst kein anderes Ziel. Fernsehwerbung kam in Deutschland gerade erst auf, als erster begann der Bayerische Rundfunk am 3. November 1956 damit, aber nur in begrenztem Umfang, werktags im Vorabendprogramm – eine Einschränkung, die für die öffentlich-rechtlichen Sender noch heute gilt.
Die Zeitungs- und Zeitschriftenverleger in dem Verein teilten sich in zwei Gruppen auf: Die großen Verleger hatten ein langfristiges Interesse und dabei vor allem ein Lokalfernsehen vor Augen. Die kleineren Verleger befürchteten, in Zukunft Anzeigenkunden zu verlieren und machten nur notgedrungen mit.

### Zweites ARD-Programm
Die öffentlich-rechtlichen Sender hatten Ende 1956 zwei Versuchssender für die neuen UHF-Frequenzen in Betrieb und planten, mit einer zweiten Senderkette ein zweites Programm auszustrahlen. Dabei setzten sie realistische drei Jahre Planungszeit an, so dass ein Sendestart nicht vor 1960 erfolgen sollte. Die erste Aufgabe der Studienkommission war es nun, eine Frequenzzuteilung der Deutschen Bundespost an andere unbedingt zu verhindern und deswegen rechtzeitig eine Frequenzzuteilung zu beantragen. Später zeigten Untersuchungen der Bundespost, dass ein drittes Fernsehprogramm möglich ist, was zu diesem Zeitpunkt aber noch nicht feststand.

### Gutachten
Die Studienkommission ließ zunächst Gutachten erstellen, bevor sie sich an die Gründung einer Fernsehgesellschaft wagte. Zentrale Bedeutung hatte dabei das Gutachten von Gerhard Eckert. Eckert wurde 1936 am Institut für Zeitungswissenschaften promoviert, 1941 hatte er sich dann mit dem Thema „Rundfunk als Führungsmittel“ habilitiert. Anschließend arbeitete er beim Soldatensender Belgrad. Nach dem Krieg konnte er nicht mehr Fuß fassen, die Universitäten wiesen ihn ab und ihm blieb nur noch, als freier Autor für Hörzu, Spiegel und andere Magazine zu schreiben.
Das Eckert-Gutachten ging von 500 DM für eine Minute Programm aus, was gegenüber 300 DM für die öffentlich-rechtlichen Sender höher lag, da aus der weniger sicheren Anstellung höhere Gehälter resultierten. Bei 33 Stunden Programm in der Woche ergaben sich 51,5 Mio. DM Betriebskosten. Dem sollten 3 h 18 min Werbung gegenüberstehen, die bei voller Belegung mit 4.000 bis 16.000 DM ungefähr 70 % der Sätze des Bayerischen Rundfunks bringen sollte. So wäre im vierten Jahr eine positive Bilanz möglich. Eckert erwähnt aber weder die – nicht unbeträchtlichen – Leitungskosten an die Bundespost noch irgendwelche Anlaufkosten.
Darüber hinaus gab es noch optimistischere Gutachten, wobei man jedoch rückblickend davon ausgehen kann, dass die FFG schon nach der Kalkulation dieser Gutachten an den Programmkosten gescheitert wäre.

### Vorbereitungen
Aufgrund der Gutachten beschloss man die Gründung einer Fernsehanstalt und reichte 1957 einen Antrag auf Frequenzzuteilung bei der Deutschen Bundespost ein. Am 30. Juli 1958 beauftragte das Bundeskabinett den Postminister mit den technischen Vorbereitungen für den Aufbau einer zweiten Sendekette und am 14. Januar 1959 billigte es dann diese Planungen. Zur Kostenübernahme hieß es dabei, dass „… auf Rechnung dessen beschafft werden sollte, dem die Programmgestaltung nach der kommenden Programmregelung übertragen wird.“
Am 5. Dezember 1958 kam es zur Gründung der Freies Fernsehen GmbH (FFG), wobei Adenauer und der BDI die Aufsichtsratsmitglieder bestimmten. Die Leitung der Sendeanstalt sollte auf Wunsch Adenauers der Mainzer Universitätsprofessor Karl Holzamer übernehmen, dem stimmte der Aufsichtsrat aber nicht zu.
Das Kabinett gab der FFG im Dezember 1959 den Auftrag, binnen eines Jahres ein Fernsehprogramm herzustellen, wozu der Bund – vor der Öffentlichkeit geheim gehalten – zunächst 20 Mio. DM finanzielle Sicherheit bereitstellte. Um die Bundesländer von Klagen abzuhalten, erfand man eilends die Deutschland-Fernsehen GmbH als Halter der Sendelizenz.
Am 3. August 1960 kaufte man für 650.000 DM ein 171.900 m² großes Gelände in Eschborn, um dort das Studio einzurichten (siehe Zweites Deutsches Fernsehen).

## Programmplanung

### Personal
Es gelang, für den Sender auch bekannte Mitarbeiter zu binden, darunter Helmut Schreiber (Künstlername „Kalanag“) als Unterhaltungschef, Elmar Gunsch als Sprecher und Redakteur des Vormittagsprogramms, Karl Senne für die Redaktion des Sportmagazins und Joachim Kaiser von der Süddeutschen Zeitung. Gerhard Löwenthal wollte Europa-Korrespondent in Brüssel sein. Drehbuchautoren zu gewinnen erwies sich als weit schwieriger, Heinrich Böll und Martin Walser zeigten kein Interesse, ein Manuskript von Wolfgang Hildesheimer lehnte man ab.
Von herausragender Bedeutung war Peter von Zahn, der sich bei seiner aktuellen Tätigkeit mit 6.000 USD pro Film unterbezahlt fühlte und so für eine umfangreiche Mitarbeit gewonnen werden konnte. Da sein Vertrag mit dem NWRV noch bis zum 31. März 1961 lief, sollte er solange nicht im Bild zu sehen sein, danach wenigstens einmal je Film. Um überhaupt einen Vertrag abschließen zu können, gründete von Zahn die Documentary Programs Inc. in Washington, D.C., aus der die Windrose-Filmproduktion hervorging. Dennoch musste er für seinen Vertragsbruch 200.000 DM zahlen, konnte später aber mit seinen Windrose-Filmen zur ARD zurück. Bei der Windrose-Filmproduktion handelte es sich um ein privat organisiertes Auslandsreportage-Netz. Dieses sollte für 1 Stunde Film pro Woche 7,2 Mio. DM für 1961 erhalten, bestehend aus zwei 30-minütigen Serien: Diplomatenpaß entstand in Zusammenarbeit mit dem Auswärtigen Amt, Die Reporter der Windrose berichten als Fortsetzung der Bilder aus der neuen Welt. Die kostengünstige Produktion funktionierte dabei nur mit einer perfekten Organisation, bei der Aufnahmen von einem Drehort für verschiedene Filme Verwendung fanden.
Heinz Haber war bereit, für 6.500 DM anstatt 5.000 DM je Sendung vom NWRV zur FFG zu wechseln und sieben 45-minütige Wissenschaftssendungen zu konzipieren, was aber nicht mehr zustande kam.

### Programmschema
Es sollte ein 25-minütiges Frühstücksfernsehen geben, das von 6 Uhr bis 7:30 Uhr dreimal hintereinander ausgestrahlt werden sollte, unterbrochen durch aktuelle Nachrichten. Mit dem Argument „… lange Programme werden wir uns erst in drei oder vier Jahren leisten können …“ sah man auch für das Abendprogramm ein 30-minütiges Raster vor, wobei man alle eigenen Produktionen magnetisch aufzeichnete und 16-mm-Filme von Fremdfirmen produzieren ließ. Abendnachrichten sollte es von 19:30 Uhr bis 19:57 Uhr geben und dann noch einmal von 22:00 bis 22:12 Uhr, ihr Titel: Weltschau.
Verträge mit CBS (Vertretung Zürich) und NBC International (London) brachten je zwei 27-minütige Reihen, mit der CBS schloss man überdies einen Kooperationsvertrag, kurz darauf sogar einen Beratungsvertrag für Programmkonzeption und -produktion.

### Deutscher Fernsehdienst GmbH
Um sich mit den Nachrichtensendungen nicht zu übernehmen, gründete man dafür die Deutscher Fernsehdienst GmbH, an der sich die FFG mit 51 % beteiligte, die Deutsche Wochenschau und die Internationale Fernsehagentur GmbH (IFAG) in Wiesbaden mit je 12 %, Tellux-Film und die Evangelische Kirche mit je 10 % sowie der Verleger Marx als Vertreter der Juden mit 5 %. An der IFAG war die Bundesregierung mit 51 % beteiligt. Zu einem Eintrag in das Handelsregister ist es nicht mehr gekommen.

### Fernsehverkaufs- und Werbegemeinschaft mbH
Um die von CDU-Kreisen und den Kirchen geforderte strikte Trennung von Programm und Werbung einhalten zu können, verlagerte man die Werbung in eine Tochtergesellschaft, deren Anteile die FFG zu 99 % hielt. So sollten die Werbekunden keinen Einfluss auf das Programm nehmen können. Auch diese Gesellschaft konnte nicht mehr eingetragen werden.

### Vorab erstellte Programme
Der geplante (und durch die einstweilige Verfügung des Bundesverfassungsgerichts nicht zustande gekommene) Sendestart 1. Januar 1961 erwies sich als derart knapp bemessen, dass es rückblickend fraglich erscheint, ob man länger als vier Wochen durchgehalten hätte. Im Studio Eschborn konnte man nicht vorab üben, da es erst Anfang 1961 fertiggestellt werden konnte. Es gab ungefähr 40 Stunden aktuelle und dokumentarische Berichte, einige Filmrechte und geprobte Liveshows. Bei vielem enttäuschte den Programmbeirat die mangelhafte Qualität. Besondere Heiterkeit hingegen erzeugte der häufige Zusatz „Nähere Einzelheiten erfahren Sie aus der Tagespresse“ in der Weltschau, zu welchem die Zeitungsverleger drängten. Man produzierte noch bis zum Frühjahr weiter, wobei doch noch nennenswerte brauchbare Produktionen entstanden.

## Liquidation

### Bitte Adenauers
Das Verbot der Deutschland-Fernsehen GmbH durch das 1. Rundfunk-Urteil des Bundesverfassungsgerichts fiel in ein Wahljahr, weswegen Adenauer ein besonderes Interesse an möglichst geringen Verlusten hatte. So bat er von seinem Urlaubsort aus, ein für ihn vollkommen ungewöhnliches Verhalten, die Ministerpräsidenten der Länder darum, das vorproduzierte Material der FFG für den neuen Sender zu übernehmen.

### Sachvermögen
Eine Kommission aus fünf Ministerpräsidenten beschloss am 16. Juni 1961, die technische Einrichtung der FFG zugunsten und auf Rechnung der neu zu errichtenden Anstalt „Zweites Deutsches Fernsehen“ zu erwerben. Hierzu beschloss der Landtag in Mainz am 11. Juli 1961 einen Kredit des Landes Rheinland-Pfalz in Höhe von 20 Mio. DM. Da die Verhandlungen zunächst wegen der Bundestagswahl unterbrochen wurden und sich dann noch in die Länge zogen, unterzeichnete der Ministerpräsident Peter Altmeier erst am 4. Dezember 1961 einen Kaufvertrag über 16,278 Mio. DM.
Ein bereits in den USA für 1 Mio. DM beschaffter Übertragungswagen ging für 809.000 DM an den  Sender Freies Berlin (heute RBB). Er ermöglichte Live-Bilder vom Mauerbau, die sonst mangels Kapazität nicht möglich gewesen wären.

### Programmvermögen
Die Bilanz vom 31. März 1961 bewertete das Programmvermögen mit 49,563 Mio. DM, wobei dieser Wert je nach Verwendung unterschiedlich bewertet werden konnte und außerdem mit zunehmender Zeit fiel. Die schon entstandenen 37 Filme der Windrose zeigte der WDR mit großem Erfolg, einzelne Stücke verkaufte man an Verleihfirmen. Von den 400 Stunden Programmvorrat übernahm schließlich das ZDF 330 Stunden für 10 Mio. DM. Dabei bewertete eine von den Ministerpräsidenten eingesetzte Kommission das Material, um den Eindruck eines politischen Einflusses und einer daraus folgenden negative Bewertung des neuen Senders zu vermeiden. Es handelte sich um angekaufte und synchronisierte Serien und um selbstproduzierte Titel wie Alarm in den Bergen, Spiel um Schmuck, Drei gute Freunde, Meine Frau Susanne oder Menschen, Tiere, Sensationen.

### Abschließende Bilanz
Die Liquidation hatte 35 Mio. DM Schulden zur Folge, für die der Bund aufkommen musste.